# Denemarken op de Olympische Winterspelen 1994
Tijdens de Olympische Winterspelen van 1994, die in Lillehammer (Noorwegen) werden gehouden, nam Denemarken voor de achtste keer deel.

## Deelnemers en resultaten
(m) = mannen, (v) = vrouwen 

### Alpineskiën
| Olympiër         | Discipline       | Resultaat | Prestatie                |
| ---------------- | ---------------- | --------- | ------------------------ |
| Johnny Albertsen | reuzenslalom (m) | dnf-2     | opgave run 2 1.37,35+dnf |

### Kunstrijden
| Olympiër         | Discipline | Resultaat | Prestatie                               |
| ---------------- | ---------- | --------- | --------------------------------------- |
| Michael Tyllesen | mannen     | 13e       | 18,5 p. (korte kür: 13 - lange kür: 12) |

### Langlaufen
| Olympiër       | Discipline                    | Resultaat | Prestatie                             |
| -------------- | ----------------------------- | --------- | ------------------------------------- |
| Michael Binzer | 10 km klassiek (m)            | 66e       | 27.43,5 (+3.23,4)                     |
| Michael Binzer | 30 km vrije stijl (m)         | 47e       | 1:22.23,1 (+9.56,7)                   |
| Michael Binzer | achtervolging 10 km+15 km (m) | 50e       | +7.08,3 (10 km:27.43 + 15 km:39.34,1) |
| Ebbe Hartz     | 10 km klassiek (m)            | 64e       | 27.36,0 (+3.15,9)                     |
| Ebbe Hartz     | 30 km vrije stijl (m)         | 66e       | 1:27.43,2 (+15.16,8)                  |
| Ebbe Hartz     | 50 km klassiek (m)            | 57e       | 2:25.58,5 (+18.38,2)                  |
| Ebbe Hartz     | achtervolging 10 km+15 km (m) | 61e       | +8.44,0 (10 km:27.36 + 15 km:41.16,8) |

Amerikaanse Maagdeneilanden · Amerikaans-Samoa · Andorra · Argentinië · Armenië · Australië · België · Bermuda · Bosnië en Herzegovina · Brazilië · Bulgarije · Canada · Chili · China · Chinees Taipei · Cyprus · Denemarken · Duitsland · Estland · Fiji · Finland · Frankrijk · Georgië · Griekenland · Groot-Brittannië · Hongarije · IJsland · Israël · Italië · Jamaica · Japan · Kazachstan · Kirgizië · Kroatië · Letland · Liechtenstein · Litouwen · Luxemburg · Mexico · Moldavië · Monaco · Mongolië · Nederland · Nieuw-Zeeland · Noorwegen · Oekraïne · Oezbekistan · Oostenrijk · Polen · Portugal · Puerto Rico · Roemenië · Rusland · San Marino · Senegal · Slovenië · Slowakije · Spanje · Trinidad en Tobago · Tsjechië · Turkije · Verenigde Staten · Wit-Rusland · Zuid-Afrika · Zuid-Korea · Zweden · Zwitserland